# Tessel
Tessel é uma comuna francesa na região administrativa da Normandia, no departamento Calvados. Estende-se por uma área de 5,6 km². Em 2010 a comuna tinha 254 habitantes (densidade: 45,4 hab./km²).